# William Billingsley
Pour les articles homonymes, voir Billingsley (homonymie).
William Billingsley (1758-1828) est un peintre sur porcelaine qui eut une influence importante sur la porcelaine anglaise de son époque.

## Biographie

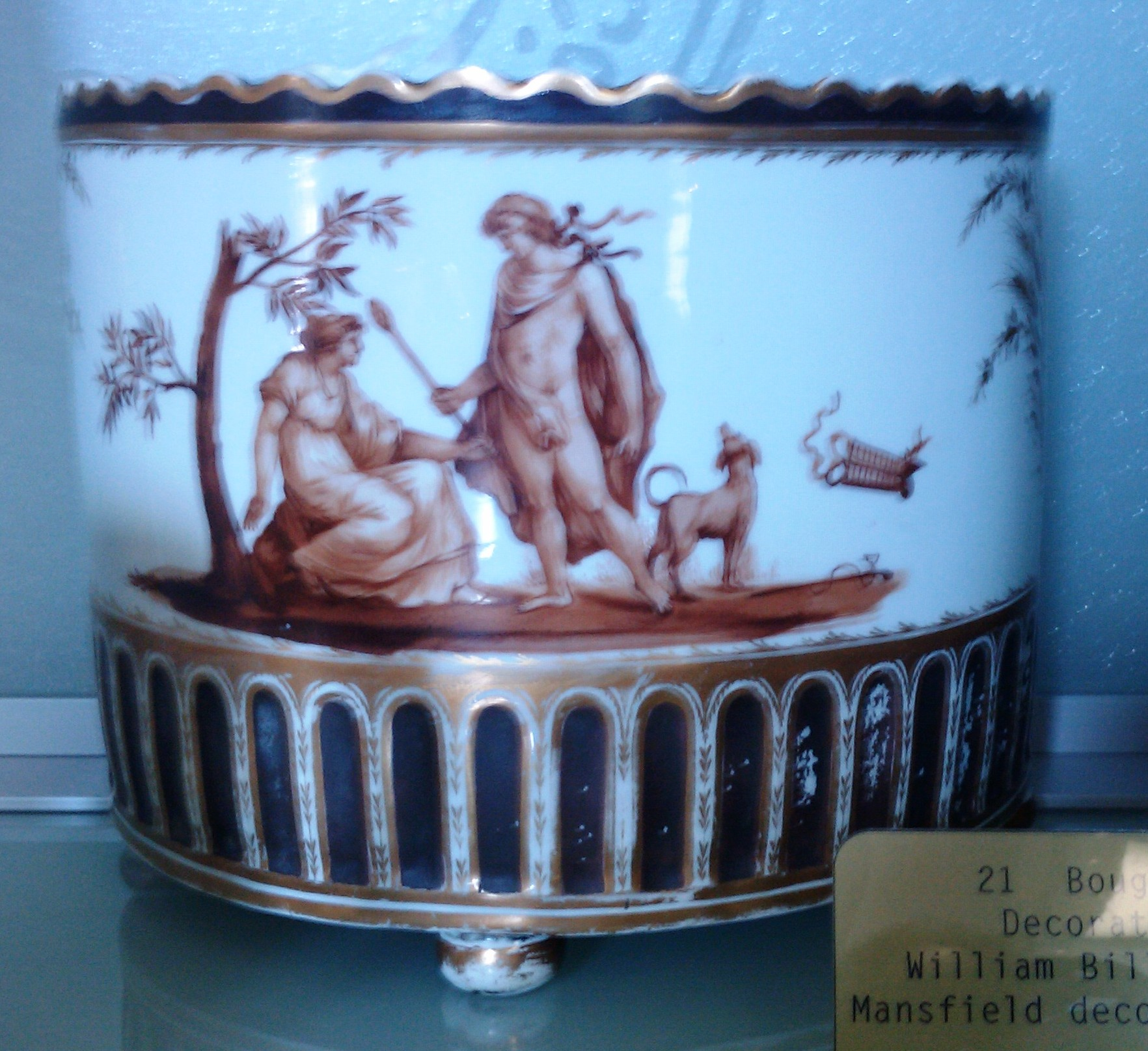
William Billingsley - Mansfield - 1799-1802.

Billingsley naquit à Derby en 1758. Il fit son apprentissage à la fabrique Royal Crown Derby de William Duesbury, où il devint un remarquable peintre sur porcelaine. Billingsley développa un style de peinture de fleur particulier, qui devint si populaire auprès des clients de l'entreprise que lorsqu'il songea à partir, en 1796, le gérant écrivit aux propriétaires pour les convaincre de l'importance de le retenir ou de l'empêcher d'offrir ses services à la concurrence. Ils ne parvinrent pas à le persuader de rester et ce fut le début d'une série de déménagements qu'il poursuivit régulièrement pendant le restant de sa vie. Il se rendit d'abord à Pinxton, petit village du Derbyshire où il créa Pinxton Porcelain avec John Coke auprès de qui il resta jusqu'en 1801. La manufacture elle-même continua jusqu'en 1823, mais sa production est rare. Ses déménagements suivants le conduisirent à Mansfield puis à Torksey, dans le Lincolnshire, où l'on situe ses premiers contacts avec le potier Samuel Walker qui devait épouser sa sœur Sarah en 1812, avec l'installation du groupe à Worcester. Avant de s'établir dans cette ville, Billingsley approcha en quête d'un emploi plusieurs poteries, dont la Cambrian Pottery (en) de Swansea, dans le Glamorganshire, en 1807.
Billingsley commença chez Royal Worcester (en) en 1808 et tint un rôle décisif dans les améliorations qu'apporta l'entreprise à sa formule de porcelaine. Dans la maison des « Flight, Barr et Barr », Billingsley signa un contrat lui interdisant de divulguer les formules, cependant aucune clause ne l'empêchait de produire sa propre porcelaine. En 1813 Billingsley emportait avec lui ses formules et sa longue expérience de l'industrie, emmenant aussi ses sœurs Levinia et Sarah ainsi que son beau-frère Samuel Walker, à Nantgarw (en), dans le Glamorganshire, au Pays de Galles, où il fonda Nantgarw Pottery (en).
Nantgarw Pottery fut créée en novembre 1813, quand Billingsley et Walker achetèrent « Nantgarw House », sur la rive est du canal du Glamorganshire (en), à 13 kilomètres au nord de Cardiff, dans la vallée de la Taff, et se mirent à construire sur son terrain les fours et les équipements auxiliaires nécessaires pour transformer le bâtiment en une petite porcelainerie.
Billingsley et Walker avaient emporté avec eux un total de 250 livres sterling à investir dans leur projet et dès janvier 1814, l'entrepreneur quaker William Weston Young (en) était devenu l'actionnaire majoritaire de leur société. On suppose que Young avait fait la connaissance de Billingsley par un ami commun et collègue décorateur de terre cuite, Thomas Pardoe, que Billingsley avait approché en 1807 à la Cambrian Pottery (en) de Swansea, alors qu'il cherchait un emploi. Le métier d'arpenteur que Young avait exercé au travers du Glamorganshire a pu le mettre en situation de conseiller Billingsley, alors qu'il était encore chez Royal Worcester, sur l'utilisabilité du site de Nantgarw.
La porcelainerie fut lancée, mais quelque chose faisait défaut dans la compréhension que Billingsley et Walker avaient de la formule ou du procédé de fabrication, car 90 % des porcelaines furent perdus à la cuisson. Les ressources des trois associés s'épuisèrent bientôt et le groupe demanda au « Comité du commerce et des plantations » (Committee of Trade and Plantations) une subvention de 500 livres sterling, en se référant à celle que le gouvernement français avait versé à la manufacture de porcelaine de Sèvres. Ils échouèrent, mais l'un des membres du comité, grand amateur de porcelaine, Joseph Banks, suggéra à son ami et céramiste Lewis Weston Dillwyn, de la Cambrian Pottery de Swansea, de faire une inspection.
Dillwyn mena l'inspection et vit l'étendue des pertes de l'entreprise, mais fut si impressionné par la qualité des pièces subsistantes qu'il offrit à Billingsley et Walker l'usage de la Cambrian Pottery pour améliorer leur formule et leur procédé. Une annexe destinée à la production de porcelaine fut construite à la Cambrian Pottery, où Walker et Billingsley s'installèrent à la fin de 1814. La formule fut modifiée et améliorée mais le niveau de perte restait tel que Dillwyn abandonna le projet et qu'en 1817, les deux amis retournèrent à Nantgarw. Young réinvestit dans la poterie, se faisant de plus professeur d'art à l'École libre de Cowbridge pour ramener des fonds. Billingsley et Walker continueront à cuire leur porcelaine à perte jusqu'à ce qu'un jour d'avril 1820, Young étant à Bristol, les deux compères prennent la fuite pour Coalport (en), laissant derrière eux les échéances de la poterie et plusieurs milliers de pièces de porcelaine nues à différentes étapes de la production.
Billingsley travailla pour la fabrique de porcelaine de Coalport jusqu'à sa mort en 1828. Walker émigra plus tard avec sa femme Sarah, sœur de Billingsley, aux États-Unis où il fonda la Temperance Hill Pottery de West Troy, dans l'État de New York.
Aujourd'hui, les porcelaines de Billingsley constituent une partie importante des collections de porcelaine du Derby Museum and Art Gallery.